# Institut Max-Planck de neurobiologie
Vous pouvez aider à l'améliorer ou bien discuter des problèmes sur sa page de discussion.
- Il ne cite pas suffisamment ses sources. Vous pouvez indiquer les passages à sourcer avec {{référence nécessaire}} ou {{Référence souhaitée}}, et inclure les références utiles en les liant aux notes de bas de page. (Marqué depuis avril 2020)
- Il est à actualiser. Certains passages sont obsolètes ou annoncent des événements désormais passés. (Marqué depuis mars 2022)

- Archive Wikiwix
- Bing
- Cairn
- DuckDuckGo
- E. Universalis
- Gallica
- Google
- G. Books
- G. News
- G. Scholar
- Persée
- Qwant
- (zh) Baidu
- (ru) Yandex
- (wd) trouver des œuvres sur Wikidata

L'Institut Max-Planck de neurobiologie (en allemand : Max-Planck-Institut für Neurobiologie) est un institut de recherche pour la recherche sur le développement et le fonctionnement du système nerveux. Un accent particulier est mis sur les mécanismes de traitement et de stockage des informations. L'institut est l'un des onze instituts Max-Planck de la Région métropolitaine de Munich et est placé sous l'égide de la Société Max-Planck (MPG).

## Histoire
L'Institut Max-Planck de neurobiologie a été créé en 1998 en tant qu'institut indépendant à partir d'une section de l'Institut Max-Planck de psychiatrie (en). L'Institut Max-Planck de psychiatrie lui-même est issue de la Deutsche Forschungsanstalt für Psychiatrie fondée en 1917.
Depuis 1984 l'Institut a son siège à Martinsried, une partie de la commune de Planegg au sud-ouest de Munich. En janvier 2022, l'Institut Max-Planck de neurobiologie a fusionné avec l'Institut Max-Planck d'ornithologie pour former le nouvel Institut Max-Planck d'intelligence biologique (MPI-BI). Jusqu'à sa création officielle, l'institut sera juridiquement représenté par ses deux prédécesseurs. 

## Structure et thèmes de recherche
Les travaux scientifiques de l'Institut Max-Planck de neurobiologie sont divisés par thème en cinq départements et en un certain nombre de groupes de recherche indépendants. Les interfaces thématiques entre les différents groupes donnent lieu à des échanges réguliers et à de coopérations nombreuses au sein de l'institut. Environ un tiers des 300 employés actuels viennent de l'étranger.

### Départements
- Gènes - Circuits - Comportement. Pour que le cerveau puisse percevoir les impressions sensorielles en tant que telles et les interpréter correctement, les cellules nerveuses doivent être reliées entre elles de manière très spécifique. Le département, dirigé par Herwig Baier, étudie comment les processus de ces circuits neuronaux contrôlent le comportement de l'organisme. La recherche se concentre sur les bases moléculaires et génétiques du comportement animal.

- Synapses - Circuits - Plasticité. Ce département, sous la direction de {Tobias Bonhoeffer, étudie le processus de l’apprentissage dans le cerveau. Le cerveau n'est en effet pas une entité rigide, mais il adapte sa structure aux conditions courantes. Ainsi, quand on apprend quelque chose de nouveau, le contact entre les différentes cellules nerveuses est renforcé par l'établissement de nouvelles connexions. Si, au contraire, le nombre de connexions se réduit, cela entraîne une perte d'informations et l'information nouvellement apprise est oubliée. Les circonstances et les mécanismes de ces formations et ruptures des connexions cellulaires et de leurs sites de transfert d'informations, les synapses, sont analysés dans ce département.

- Circuits - Information - Modèles. Le traitement des impressions optiques dans le centre visuel de la mouche est étudié par le département dirigé par Alexander Borst. Le cerveau de la mouche doit évaluer et traiter les informations optiques pendant le vol rapide et initier les manœuvres d'évitement à temps. Les scientifiques du département étudient comment les cellules nerveuses y répondent par des dérivations physiologiques dans le cerveau, par les dernières techniques de microscopie et par la simulation informatique. Le circuit, qui est en partie impressionnant de par sa simplicité, est également intéressant pour les applications dans les systèmes robotisés.

- Électrons - Photons - Neurones. Ce département, dirigé par Winfried Denk, développe de nouvelles méthodes de microscopie pour étudier les bases des processus biologiques là où elles se déroulent, à savoir dans les tissus vivants. Grâce à la microscopie optique , ces processus peuvent être visualisés au niveau moléculaire et cellulaire en haute résolution.

- Molécules - Signaux - Développement. Ce département dirigé par Rüdiger Klein, étudie les mécanismes moléculaires de communication entre les cellules du système nerveux. Le développement sain d'un système nerveux n'est possible qu'avec une communication cellulaire pratiquement sans friction. Mais même à l'âge adulte, le bon fonctionnement de l'échange d'informations est essentiel à la survie quotidienne, tant entre cellules voisines qu'entre structures plus éloignées. Dans ce contexte, le rôle du récepteur à activité tyrosine kinase dans la croissance et la fonction des cellules nerveuses est étudié dans le département.

### Membres émérites et étrangers
L'institut compte des membres académiques émérites (Bert Sakmann et Hartmut Wekerle) et des membres académiques externes (Yves-Alain Barde, Reinhard Hohlfeld et Edvard Moser).

## Coopérations
L'Institut Max Planck de neurobiologie entretient des liens avec les instituts voisins du campus Martinsried, à savoir l'Institut Max-Planck de biochimie, les Gene and Biocenters de Université Louis-et-Maximilien de Munich, le Biomedical Center (BMC) de l'université, le Centre d'innovation et de startups en biotechnologie Martinsried (de) (IZB) et la Clinique Großhadern (de).
Une coopération étroite existe avec le Centre interdisciplinaire de calcul neural (ICNC) de l'Université hébraïque de Jérusalem et le Bernstein Center for Computational Neuroscience (Munich). En collaboration avec l'Université hébraïque de Jérusalem a été fondé en 2013 le Max Planck – Hebrew Center « Sensory Processing of the Brain in Action ».
L'échange international est soutenu par divers programmes de doctorat. L'appartenance au groupe de formation à la recherche en neurobiologie systémique de la Fondation allemande pour la recherche et les travaux des deux écoles internationales de recherche Max Planck (IMPRS) contribuent à la formation des doctorants.